# Narcís Buxó i Prats
Narcís Buxó i Prats (Sant Feliu de Guíxols, 21 d'octubre de 1838 - Barcelona, 13 de maig de 1911) fou un advocat, comerciant i polític català, alcalde de Barcelona durant la Primera República Espanyola.
Fill de Narcís Buxó i Andreu i Maria Prats i Bernich.
Era advocat i treballava com a comerciant d'una adrogueria. Afiliat al republicanisme, durant el sexenni democràtic fou regidor de l'Ajuntament de Barcelona. Fou nomenat alcalde de Barcelona el febrer de 1873, així que es va proclamar la Primera República Espanyola, i ocupà el càrrec fins a l'agost del mateix any.
Després de la restauració borbònica s'encarregà d'organitzar cada any un banquet en honor de l'expresident republicà Estanislau Figueras. El 1884 fou tancat al castell de Montjuïc acusat de donar suport el pronunciament militar de caràcter republicà de Manuel Ruiz Zorrilla. Soci de l'Ateneu Barcelonès, fou escollit novament regidor pel districte d'Hostafrancs el 1893 per la llista republicana de Ruiz Zorrilla i pel districte 6 el 1901 per la Coalició Republicana. El 1906 va recórrer la signatura d'un contracte de tresoreria entre l'ajuntament i el Banc Hispano Colonial.